# Bombus suckleyi
Bombus suckleyi (saknar svenskt namn) är en insekt i överfamiljen bin (Apoidea) och släktet humlor (Bombus) som finns i Nordamerika.

## Beskrivning
Honan har svart huvud och en mellankropp som är övervägande gul med en svart fläck eller band mellan vingfästena. Bakkroppens två främsta tergiter är svarta, medan tergit 3 till 5 är övervägande gula med mindre, svarta markeringar. Den sista tergiten är svart, åtminstone i mitten.
Hanens färgteckning är mera variabel; en nästan helt gul form finns, med undantag från huvudet, som har brunaktig päls, och bakkroppsspetsen, som är delvis svart. Övriga färgformer har svart huvud, men mängden svart på bakkroppen varierar från svarta framhörn på andra tergiten, och något mer svart på bakkroppsspetsen än den helgula formen, till svarta markeringar på större delen av tergit 2 och 3. Även färgen på mellankroppen varierar, från inga mörka fält hos den helgula formen, över ett brunaktigt band (ibland med en svart fläck i mitten) mellan vingfästena, till en form där bandet mellan vingfästena är svart.

## Ekologi
Arten är en snylthumla, som saknar egna arbetare. Drottningen tränger in i andra humlors bo, dödar eller undertrycker drottningen och tar över det. Värdhumlorna är främst Bombus occidentalis, men även Bombus terricola, Bombus rufocinctus, Bombus fervidus, Bombus nevadensis och Bombus appositus.
De övervintrande drottningarna kommer fram i slutet av maj och hanarna i början av juli. Hanarna är så kallade patrullerare, som flyger i bestämda banor för att locka till sig parningsvilliga honor. De nya drottningarna går i ide i slutet på oktober. Bombus suckleyi samlar nektar framför allt från korgblommiga växter som astrar, klint, tistlar, härmljung (Haplopappus) och gullris, men även videsläktet, sötväpplingar och  grobladsväxter.

## Utbredning
Bombus suckleyi finns främst i västra Nordamerika men även med spridda förekomster i nordöst. Utbredningsområdet sträcker sig från Alaska i USA över Yukon och Northwest Territories i Kanada österut till Québec och Labrador med en isolerad population i Newfoundland, samt i USA söder om Kanada från delstaten Washington över Montana och North Dakota söderut till Kalifornien, Utah, Colorado, Nebraska och Colorado. I östra USA finns den även i delstaten New York.

## Status
Internationella naturvårdsunionen (IUCN) listar arten som akut hotad (CR), och humlan har visat upp en pågående nedgång sedan 1940-talet. Främsta orsaken antas vara brist på värdhumlor (arten är ju en snylthumla), men även faktorer som sjukdomar överförda från införda humlor, använda som kommersiella pollinerare, konkurrens från invasiva bin, bekämpningsmedel, klimatförändringar med mera spelar en roll.